# Stadion lekkoatletyczny kompleksu sportowego x-bionic® sphere w Šamorínie
Stadion lekkoatletyczny kompleksu sportowego x-bionic® sphere – wielofunkcyjny stadion w Šamorínie, na Słowacji. Został otwarty 4 czerwca 2016 roku. Może pomieścić 5000 widzów. Obiekt jest częścią kompleksu sportowego x-bionic® sphere.
Budowa stadionu rozpoczęła się w lipcu 2015 roku i zakończyła w maju 2016 roku. Budowę sfinansowano całkowicie ze środków prywatnych. Otwarcie stadionu miało miejsce 4 czerwca 2016 roku, a na inaugurację rozegrano 51. edycję mityngu lekkoatletycznego P-T-S. Pojemność obiektu wynosi 5000 widzów, z czego 1200 osób może zasiąść na zadaszonej trybunie głównej. W razie potrzeby, w wolnej przestrzeni obok trybuny głównej można dostawić dodatkowe sektory, zwiększając pojemność stadionu dwukrotnie. Obiekt służy głównie jako stadion lekkoatletyczny, ale jest również przystosowany do organizowania na nim meczów piłkarskich.
Od czasu otwarcia obiekt jest gospodarzem corocznego mityngu lekkoatletycznego P-T-S (wcześniej odbywał się on w Bratysławie, po 2010 roku nie był rozgrywany). W dniach 9–10 marca 2019 roku rozegrano także na stadionie Puchar Europy w Rzutach.